# Pero Gabrić
Pero Gabrić (Metković, 31. listopada 1932. - Zagreb, 14. prosinca 2013.) bio je hrvatski novinar. 

## Životopis
Nakon školovanja u Splitu, od 1950. počinje raditi u nekadašnjoj trgovačkoj tvrtci "Razvitak" u Metkoviću. Nedugo nakon toga počinje honorarno pisati za sarajevske novine "Oslobođenje". Od 1962. počinje stalni honorarni rad za zagrebački "Vjesnik" a 1966. je postao stalni zaposlenik čiji je suradnik ostao i nakon umirovljenja. Nakon Hrvatskog proljeća jedno je vrijeme pisao pod pseudonimom i radio redaktorske poslove.
Najviše je pisao tekstove bila je o turizmu, ugostiteljstvu i vinarstvu, a jedan je od prvih novinara koji je pisao o vinima u Hrvatskoj. Bio je i prvi predsjednik Zbora turističkih novinara Hrvatskoga novinarskog društva od 1996.

## Vanjske poveznice
- Sjećanje na Peru Gabrića, novinara izoštrenih emocija  Arhivirana inačica izvorne stranice od 5. siječnja 2015. (Wayback Machine) Hrvatska udruga turističkih pisaca i novinara u turizmu, 14. prosinca 2014.
- Zar su novinari doista najveći neprijatelji domaćega turizma?  Arhivirana inačica izvorne stranice od 5. siječnja 2015. (Wayback Machine) (Članak Pere Gabrića objavljen u Vjesniku 20. listopada 2002. sa stranica HND-a)